# アムステルダム・ダンジョン
アムステルダム・ダンジョンとは、アムステルダムにある観光名所のアトラクションである。アムステルダムに纏わる暗黒の歴史的な出来事を再現している。英語の「ダンジョン」(dungeon) は地下牢・土牢のこと。

## 概要
ホラー仕立てのアトラクションで、史実に基づいて魔女狩り等の中世から現在までの600年の暗黒面の歴史を学べるようになっていて、他のダンジョンと同様に"定番"ともいえる俳優と見学者との会話・尋問を交えつつ、"地元"の猟奇的殺人や疫病などによる悲劇を語る。スペイン異端審問や拷問関係の展示もある。
歴史はまだ10年程度と比較的新しいものの、近年では主要な観光スポットの一つになりつつある。